# Шробар, Вавро

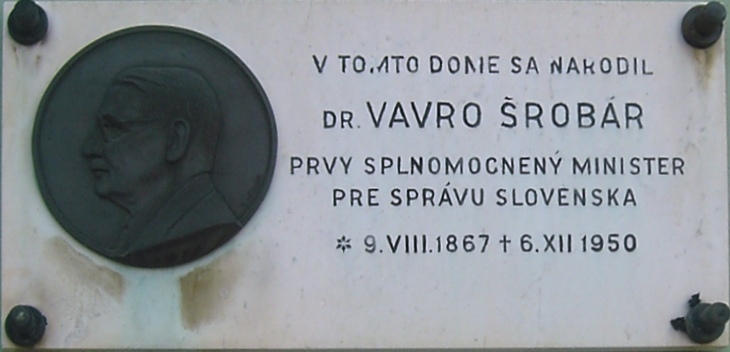
Памятная доска на доме, где родился и жил Вавро Шробар

Вавро Шробар (словац. Vavro (Vavrinec Ján) Šrobár; 1867, Лискова, Австро-Венгрия — 1950, Оломоуц, Чехословакия) — чехословацкий врач и политик. Сыграл важную роль в создании Чехословакии в 1918 году после распада Австро-Венгерской империи и служил на различных государственных должностях.

## Биография
Родился 9 августа 1867 года в деревне Лискова Королевства Венгрии, ныне в Словакии.
В 1878—1882 годах обучался в гимназии города Ружомберок, где преподавали только на венгерском языке. В 1882 году переехал в город Левоча, где по 1883 год обучался в немецкоязычной гимназии; в 1883—1886 годах учился в гимназии городов Банска-Бистрица и Пршеров в Моравии. С 1888 по 1898 годы Вавро Шробар изучал медицину в Карловом университете в Праге, где занимался общественной деятельностью — был председателем студенческой организации Detvan.
После окончания университета Шробар вернулся в Ружомберок, где стал основателем и главным редактором журнала Hlas («Голос»), поддерживающего молодых прогрессивных словацких деятелей, которые выступили против консервативного подхода Словацкой национальной партии в политике. Был сторонником и знакомым Томаша Масарика — социолога и философа, который стал основателем и первым президентом Чехословацкой республики. За свою агитацию за место в Законодательном собрании Венгрии попал в 1906 году в тюрьму вместе с Андреем Глинкой. После освобождения работал врачом.
Во время Первой мировой войны росло стремление словаков к независимости, в борьбе за которую принимал участие и Вавро Шробар. Вместе с Антоном Штефанеком (Anton Štefánek) и Паволом Благо (Pavol Blaho), он посещал словацкие деревни, где проводил агитацию среди крестьян. Участвовал в Чехословацком национальном совете, в эмигрантских организациях, возглавляемых Эдвардом Бенешем за рубежом. Выступал в качестве представителя подпольной организации Maffie (Движение за независимость Чехословакии). К концу войны Австро-Венгерская империя начала распадаться, и 1 мая 1918 года Шробар провозгласил право словацкого народа на самоопределение и создание единого государство с чехами. Он был арестован венгерскими властями и пробыл в заключении до октября 1918 года, когда империя окончательно рухнула и он оказался на свободе.
Шробар был назначен председателем Чехословацкого национального совета и подписал провозглашение нового Чехословацкого государства, которое было подписано в Праге 28 октября 1918 года. В течение следующих двух месяцев было создано Временное правительство и Шробар занял в нём посты министра здравоохранения и министра администрации. Также был создан Словацкий национальный совет. Он сохранил обе должности до 1920 года, когда Словакия была упразднена в соответствии с новой Конституцией.
В 1918—1925 годах Вавро Шробар был членом парламента Чехословакии, представляя словацкую партию National Republican and Peasant Party и затем Аграрную партию, которые объединились в начале 1920-х годов. Его государственная карьера продолжалась на посту министра здравоохранения и физической культуры, министра по унификации законов и организации информации, а также министра образования и народного просвещения. Он был избран членом Чехословацкой сената в 1925 году и представлял в нём Аграрный клуб по 1929 год. Одновременно Шробар занимался и научной деятельностью, представив докторскую диссертацию по социальной медицине в братиславском Университете Коменского. В 1935 году в этом же университете был назначен ординарным профессором по истории медицины. Но в 1937 году Вавро Шробар ушел из академической и политической деятельности.
Во время Второй мировой войны Шробар был сторонником антифашистской чехословацкой оппозиции. Стал сопредседателем возрождённого Cловацкого национального совета, представляющего некоммунистические элементы антифашистского движения, и написал текст заявления, прочитанного 30 августа 1944 года Юзефом Стыком (1897—1965) во время Словацкого национального восстания. После войны он был назначен министром финансов в восстановленной Чехословакии и занимал этот пост до 1947 года. В 1946 году он основал прокоммунистическую христианскую Партию Свободы (словац. Strana slobody), которая позже влилась в Чехословацкий национальный фронт. Впоследствии занимал пост министра по унификации законодательства в правительстве Клемента Готвальда, пришедшего к власти в результате Февральских событий в Чехословакии в 1948 году.
Умер 6 декабря 1950 года в Оломоуце, ныне Чехия, и здесь же похоронен. Его тело позже было перезахоронено на Кладбище Святого Андрея в Братиславе.